# Таубер, Леонид Яковлевич
Леонид Яковлевич Таубер (16 [28] апреля 1872, Харьков, Российская империя — 12 апреля 1943, Белград, Немецкая военная администрация в Сербии) — профессор Императорского Харьковского университета. Участвовал в Белом движении, затем эмигрировал в Югославию.

## Биография
Родился 16 (28) апреля 1872 года в Харькове. Мать скончалась на седьмом году его жизни. Отцом Таубера был «один из старейших присяжных поверенных округа местной судебной палаты, начавший свою деятельность тот час по открытии новых судебных учреждений в г. Харькове» Яков Самуилович Таубер. Его профессиональная деятельность которого настолько заинтересовала его ещё в детские годы, что он решил пойти по его стопам.
Образование сначала получал в домашней школе Х. Д. Алчевской, а в 1884 году поступил во 2-й класс Второй Харьковской гимназии, которую окончил в 1890 году с золотой медалью и поступил на физико-математический факультет Харьковского университета. После первого курса перешёл на юридический факультет.
Учась на юридическом факультете, на начальных курсах занимался исследованием политической экономики и государственного права, а в 1893/1894 и 1894/1895 учебных годах изучал уголовное право. Изучая государственное право написал работы «Местное самоуправление во Франции» (рус. дореф. «Мѣестное самоуправленіе во Франціи») и «Местрое самоуправление в Пруссии» (рус. дореф. «Мѣестное самоуправленіе въ Прусіи»), за первую из которых был отмечен премией имени профессора А. И. Палюмбецкого. В 1895 году окончил юридический факультет Императорского Харьковского университета.
К 1917 году был профессором Харьковского университета. После Октябрьской революции, служил в Вооруженных силах Юга России. Однако в декабре 1919 — марте 1920 года Таубер был эвакуирован, и уже к маю 1920 года находился в Югославии, где и остался жить в эмиграции.
Скончался 12 апреля 1943 года в Белграде.
Состоял в браке с Марией Петровной (1882 — июнь 1944, Белград), и имел двух детей — сына (род. 1907) и дочь. Дочь — Екатерина Леонидовна, в замужестве Старова (3 декабря 1903 — 6 ноября 1987, Мужен, Франция) была поэтессой, в 1922 году была принята в Союз русских студентов Белградского университета.